# Дедок, Николай Александрович
Николай Александрович Дедок (бел. Мікалай Аляксандравіч Дзядок; род. 23 августа 1988, Брагин, Гомельская область) — белорусский общественно-политический деятель анархических взглядов, блогер, журналист, политзаключённый.

## Биография
Николай Дедок родился 23 августа 1988 года в Брагине. Окончил юридический колледж БГУ. После окончания колледжа был зачислен на 3 курс юридического факультета БГУ. Учиться там не стал. Ушёл из БГУ, поступил в Европейский гуманитарный университет на отделение политологии (учился заочно; на момент ареста был студентом 2-го курса). Работал в коллекторской фирме, где исполнял обязанности журналиста, юриста и программиста одновременно.
Участник движения белорусских анархистов. 27 мая 2011 года был осуждён на 4,5 года лишения свободы в колонии усиленного режима. В феврале 2015 года, Дедок был осуждён ещё на 1 год тюрьмы по статье 411 Уголовного кодекса Республики Беларусь.
После освобождения продолжил общественно-политическую деятельность, занялся журналистикой и исследованиями в области политологии.

### Арест и срок
До ареста Дедок, по его словам, был непубличным активистом, неизвестным широкой публике. Его имя появилось в медиа впервые только в связи с арестом. Николай Дедок был задержан 3 сентября 2010 года в качестве подозреваемого по делу о «нападении на посольство Российской Федерации» в ночь на 31 августа в Минске. Правоохранительные органы Беларуси арестовали молодого человека на трое суток и поместили в изолятор временного содержания. Не собрав достаточного количества доказательств, которые бы подтверждали причастность Николая к вышеназванному делу, правоохранительные органы продлили срок его задержания в изоляторе временного содержания, но уже по другому делу, о нападении на Дом профсоюзов. Однако, когда обвинение в его участии вновь не получило достаточных доказательств, Николай уже в третий раз был задержан как подозреваемый по делу о нападении на отделение «Беларусбанка». 24 сентября 2010 г., фактически отбыв больше 20 суток под арестом, Николай Дедок был обвинён в участии в несанкционированной акции около Генштаба Беларуси, и 1 октября ему было предъявлено обвинение по статье 339 ч. 2 — «хулиганство». 27 мая 2011 года Заводской суд Минска осудил Дедка на 4 с половиной года ограничения свободы в колонии усиленного режима (судья Жанна Хвойницкая). Николай проходил по так называемому «делу анархистов» вместе с Игорем Олиневичем (был осуждён на 8 лет) и Александром Францкевичем (3 года лишения свободы).
На суде активист свою вину не признал и позже в колонии отказался подписывать прошение о помиловании на имя президента. Во время заключения 13 сентября 2011 года политзаключённый Николай Дедок в Могилёвской колонии женился на Валерии Хотиной. В октябре 2011 года Правозащитный центр «Весна» и Белорусский Хельсинкский комитет признали осуждённых по «делу анархистов», в том числе Николая Дедка политическими заключёнными. В ноябре 2011 года Дедка под своё шефство взяла депутат Европарламента от Финляндии Сари Эссайя. За время нахождения в Могилёвской колонии № 15 и 17-й колонии в Шклове Николай получил больше 10 взысканий за разные надуманные нарушения. Решением суда от 5 декабря 2012 года условия отбывания наказания были заменены на более жёсткие — переведён из колонии № 17 Шклова в тюрьму № 4 Могилёва.
В ноябре 2014 года на заключённого завели новое уголовное дело по статье 411 за «злостное неподчинение требованиям администрации исправляющего учреждения». За пять дней до окончания срока 26 февраля 2015 года суд Ленинского района Могилёва осудил политзаключённого по статье 411 Уголовного кодекса Республики Беларусь «Злостное неподчинение требованиям администрации» на 1 год заключения в колонии строгого режима. Дедку инкриминировали 16 нарушений режима в местах заключения. За каждое из этих 16 нарушений Николай в своё время был уже наказан в дисциплинарном порядке, получив выговор или от 5 до 10 суток штрафного изолятора.
После осуждения написал открытое письмо в прессу, в которым раскритиковал ст. 411 Уголовного кодекса как негуманную и репрессивную.
12 мая 2015 года Николая перевели в колонию ИК-9 в Горках, где из 50 первых дней пребывания 42 суток он находился в ШИЗО «за нарушение режима отбывания наказания» и «отказы от работы». Чтобы обратить внимание на невыносимые условия содержания, 20 мая 2015 г. Дедок нанёс себе резаные раны живота и рук.
Депутат Бундестага Германии и представитель парламентской группы Союз 90 / Зелёные в Европарламенте Мануэль Саррацин взял шефство над политическим заключённым Дедком 24 июня 2015 года. 22 августа 2015 г. Александр Лукашенко помиловал шестерых политзаключённых: Николая Дедка, Игоря Олиневича, Николая Статкевича, Евгения Васьковича, Артёма Прокопенко и Юрия Рубцова. В сообщении отмечается, что решение о помиловании принято согласно «принципу гуманизма».

### После освобождения
После освобождения Николай Дедок восстановился в ЕГУ по программе «Международная политика и экономика» , который окончил в 2019 году. Является участником анархистского движения. Работает в качестве журналиста в газете «Новы Час», пишет для других изданий, ведёт ряд блогов в соцсетях и канал в мессенджере Telegram, а также видеоблог Radix, посвящённый «революционному политическому анализу, социальной борьбе и анархизму в Беларуси». Написал несколько книг. С октября 2019 года является стипендиатом программы К. Калиновского по получению степени магистра и слушателем курсов польского языка в Центре языка и польской культуры Университета Марии Склодовской-Кюри.

### Продолжение преследований
25 марта 2017 года Николай Дедок был задержан в Минске и доставлен в Партизанский РОВД, а после в Центр изоляции правонарушителей. В этот же день отвезён с черепно-мозговой травмой в больницу скорой помощи в сопровождении милиции. Спустя 4 дня, проведённых в больнице, Дедок под конвоем был доставлен на суд, где получил 10 суток ареста по статьям 23.34 (Нарушение порядка проведения массовых мероприятий) и ст. 23.4 КоАП (Неповиновение требованию милиции).
30 июня 2018 года вместе с 17 другими анархистами был задержан группой спецназа СОБР и сотрудниками ГУБОПиК во время разгона неформальной встречи анархистов в лесном массиве под Крупками. Как утверждает сам Николай, он провёл пять часов в наручниках лицом в землю. Дедок обратился в правоохранительные органы с просьбой возбудить уголовное дело против сотрудников ГУБОПиК за превышение служебных полномочий.
12 июля 2018 года Дедка задержали около дома бойцы ОМОН, когда он шёл на суд журналиста Дмитрия Галко, доставили во Фрунзенское РУВД, а потом в суд Фрунзенского района, где он получил штраф 10 базовых величин по ст. 17.10 КоАП РБ. «Демонстрация нацистской символики». Основанием для возбуждения административного дела стал пост в Facebook с осуждением нацизма.
27 декабря 2018 года Дедок был оштрафован судом Фрунзенского района г. Минска на сумму 40 базовых величин по статье 17.10 КоАП РБ. Активиста анархистского движения обвинили в распространении экстремистской продукции: размещения на своей страницы в Facebook иллюстрации с изображением символики Misantropic Division (международная ассоциация неонацистских групп), которая судом Центрального района Минска была внесена в республиканский список экстремистских материалов. При этом у картинки Дедком была размещена подпись, направленная как раз против нацизма. Дело рассматривала судья Мария Ерохина.
4 марта 2019 года Дедка задержали возле суда Фрунзенского района г. Минска, сразу после того как ему был присуждён штраф по ст. 17.11 КоАП РБ «Распространение экстремистских материалов» за пост в соцсетях. Николай провёл больше 2-х суток в изоляторе временного содержания, после чего судья Центрального суда г. Минска Виктория Шабуня присудила ему штраф в 25 базовых величин за участие в акции «Свободу политзаключённым».
8 октября 2019 года Николай Дедок был оштрафован судом Фрунзенского района на 1020 бел. руб. (40 базовых величин) по ст. 17. 11.
10 июня 2019 года в суде Фрунзенского района судья М. Ерохина признала Николая Дедка виноватым в «публичной демонстрации и распространении экстремистских материалов» и осудила штрафом в размере 50 базовых величин (1275 рублей или 624 доллара). Согласно постановлению суда Николай разместил в соцсети «Вконтакте» запись с четырьмя экстремистскими буквами «АСАВ». Сам блогер на суде не присутствовал и не решил обжаловать решение в высшей инстанции.
16 сентября 2019 года суд Фрунзенского района вновь осудил Николая Дедка за аббревиатуру «АСАВ» в социальной сети «Вконтакте», назначив ему штраф в размере 40 базовых величин. Процесс вёл судья Е. В. Писаревич.
9 января 2020 года суд Фрунзенского района осудил Николая Дедка по статье 23.34 за участие в несанкционированной акции в защиту независимости Беларусь в Минске 21 декабря 2019 года. Штраф составил 50 базовых величин. Процесс вела судья А. В. Бушева.
19 марта 2020 поздно вечером Николай Дедок был задержан сотрудниками милиции по обвинению в мелком хулиганстве (17.1. КоАП РБ). Активиста доставили в Центр изоляции правонарушителей и обвинили в нанесении надписи «Менты твари» краской на стене общежития. На следующий день, когда активиста доставили в суд Московского района г. Минска, оказалось, что в день нанесения надписи Николай Дедок находился за пределами Беларуси, о чём имеется штамп в его паспорте. Дело было отправлено в Московское РОВД г. Минска на доработку, а позже прекращено за отсутствием состава правонарушения.

### «Чеченский» скандал
В январе 2019 года Николай Дедок стал фигурантом громкого скандала с участием российских СМИ. Причиной стали семь статей в газете «Новы Час», где работает Дедок, посвящённые чеченским политическим и военным деятелям, в частности, Шамилю Басаеву. В статье "Басаев: «Ваша великорусская мечта — сидя по горло в дерьме затащить туда и всех остальных…», посвящённой 11-летию со дня убийства полевого командира, Николай Дедок подал Басаева как неоднозначную личность, из которой, однако «делают чудовище из ада».
Статья про Шамиля Басаева была опубликована в июле 2017 года, а в начале 2019, то есть спустя два года, на неё обратили внимание российские СМИ, подвергнув критике и осуждению автора статьи Дедка, а также Алёну Анисим, которая является главой Товарищества белорусского языка, организации-учредителя газеты «Новы Час». С точки зрения ряда СМИ публикация является «прославлением террористов».
Авторы сайта «Телескоп» отправили в Министерство информации и в прокуратору заявления с требованием привлечь «Новы Час» и Николая Дедка к ответственности. Ветеран МВД России Олег Иванников обратился к прокураторе Чеченской республике и лично к Рамзану Кадырову с просьбой «инициировать проверку публикации газеты „Новы Час“». Однако ни одно из этих обращений не имело правовых последствий для Николая Дедка и газеты «Новы Час».

### Второй арест
12 ноября 2020 года был задержан сотрудниками ГУБОПиКа на квартире в посёлке Сосновый Осиповичского района. При задержании был использован перцовый газ, а Дедок был сильно избит. Арестованного в рамках уголовного дела о «нарушении общественного порядка» (ст. 342 УК) насилием принудили сняться на камеру для ролика МВД. После задержания его отвезли в Минск в ГУБОПиК, где Дедка пытали: держали головой в пол, били дубинкой и электрошокером, душили и угрожали изнасиловать. Затем его отвезли в изолятор на Окрестина, позднее перевели в СИЗО-1 Минска. В заключении активиста лишали сна, тепла, пищи и контактов с внешним миром.
24 ноября совместным заявлением 11 организаций, среди которых Правозащитный центр «Весна», Белорусский Хельсинкский комитет, Белорусский ПЕН-центр, был признан политическим заключённым. 15 января 2021 года шефство над политзаключённым взяла Тамара Фуничелло, депутат Федерального собрания Швейцарии.
В марте 2021 года Следственный комитет открыл в отношении политзаключённого новые уголовные дела о призыве к захвату власти (ч. 3 ст. 361 УК) и незаконных действиях в отношении горючих материалов (ч. 1 ст. 295-3 УК).
10 ноября 2021 года Николаю был вынесен приговор. Судья Анастасия Попко признала его виновным по трем статьям Уголовного кодекса РБ: ст. 342,ст. 361,ст. 295-3 и назначила наказание в виде лишения свободы сроком на пять лет в условиях общего режима. Николай не признал вину ни по ни одной статье.

## Награды
- В мае 2017 премия имени Алеся Короля в номинации «Лучший социально-политический материал» за статью «Тунеядские протесты и перспектива Майдана» в газете Новы Час[46].
- В декабре 2017 премия имени Францишка Алехновича[тарашк.] за лучшее произведение, написанное в неволе (книга «Цвета параллельного мира»)[47].
- В мае 2018 премия имени Алеся Короля в номинации «Лучшая социально-политическая статья» за статью «Тюрьма и воля: культурный обмен»[48].